# Los Dioses Ocultos
Los Dioses Ocultos, (Inglés: The Hidden Gods) es el tercer sencillo grabada y lanzado a principios de 1991 en El Diablito de la banda de rock alternativo Caifanes. Fue escrito por Saúl Hernández y lanzada por las disqueras RCA, Sony Music.
Su significado ha sido objeto de diversas interpretaciones. Una de las más llamativas está relacionada con la Conquista de México. Según esta versión, los “dioses ocultos” serían las deidades prehispánicas que los indígenas escondieron para evitar que los españoles las destruyeran o reprimieran. Así, aparentaban adorar al Dios Católico mientras mantenían sus creencias ancestrales en secreto.
La canción ha sido interpretada en innumerables conciertos y sigue siendo parte fundamental del repertorio de la banda.